# Morelita
Morelita es una localidad del estado mexicano de Guerrero. Es parte del municipio de Tlapehuala.

## Demografía
| Gráfica de evolución demográfica |
|                                  |

| Censo | Población |
| ----- | --------- |
| 1950  | 548       |
| 1960  | 770       |
| 1970  | 951       |
| 1980  | 1 404     |
| 1990  | 985       |
| 2000  | 1 345     |
| 2010  | 1 214     |
| 2020  | 1 239     |